# Região Geográfica Imediata de São Gabriel-Caçapava do Sul
A Região Geográfica Imediata de São Gabriel-Caçapava do Sul é uma das 43 regiões imediatas do estado brasileiro do Rio Grande do Sul, uma das 4 regiões imediatas que compõem a Região Geográfica Intermediária de Santa Maria e uma das 509 regiões imediatas no Brasil, criadas pelo IBGE em 2017. É composta de 6 municípios.

## Municípios
| Município              | População (2021) | PIB (em mi, 2019) | PIB per capta (2019) |
| ---------------------- | ---------------- | ----------------- | -------------------- |
| Caçapava do Sul        | 33 476           | R$ 864 996        | R$ 25 726            |
| Lavras do Sul          | 7 410            | R$ 249 161        | R$ 33 310            |
| Santa Margarida do Sul | 2 593            | R$ 184 222        | R$ 71 905            |
| Santana da Boa Vista   | 8 037            | R$ 209 121        | R$ 25 824            |
| São Gabriel            | 62 187           | R$ 1 802 684      | R$ 29 026            |
| Vila Nova do Sul       | 4 274            | R$ 118 499        | R$ 27 687            |
| Total                  | 117 977          | R$ 3 428 683      | R$ 29 020            |